# 곰포테리움과
곰포테리움과(Gomphothere)는 현대 코끼리와 관련된 멸종된 장비목 한 과이다. 올리고세 시대에 아프리카에서 처음 등장한 곰포테리움과는 마이오세 시대에 유라시아와 북아메리카로 흩어졌고, 플라이스토세 시대에 아메리카 대륙간 대교차의 일환으로 남아메리카에 도착했다. 곰포테리움과는 현대 코끼리와 스테고돈과를 포함하는 코끼리과의 조상인 측계통군이다.
곰포테리움과 같은 대부분의 유명한 형태는 상아를 가진 긴 아래턱을 가지고 있었지만, 이후 일부 구성원들은 흔적이 있거나 아래턱이 없는 짧은 아래턱을 발달시켜 긴 턱을 거진 곰포테리움과보다 더 오래 지속되었다. 이러한 변화는 코끼리가 현대 코끼리와 매우 유사하게 보이게 했으며, 이는 평행 진화의 한 예이다.

## 묘사

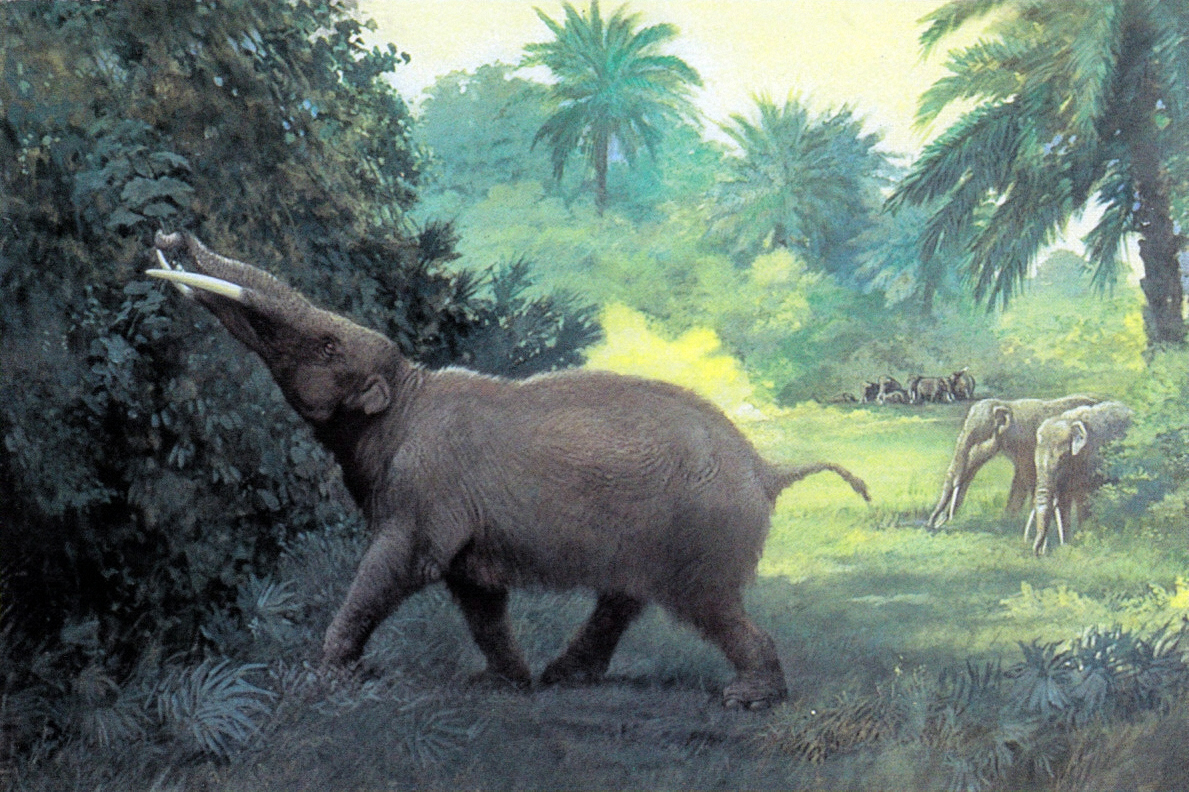
곰포테리움의 복원도

곰포테리움과는 코끼리의 치아 구조, 특히 어금니의 씹는 면에서 코끼리와 달랐다. 이 이빨은 날카로운 뾰족한 끝이 아닌 둥글게 생긴 것으로 간주된다. 곰포테리움과는 현대 코끼리와 스테고돈과가 사용하는 앞턱 움직임 (아래턱의 뒤쪽에서 앞쪽으로 앞으로 타격하는 것)이 아닌 치아 위의 비스듬한 움직임 (뒤에서 앞으로 및 옆으로 움직임을 결합하는 것)을 사용하여 현대 코끼리와 다르게 씹었을 것으로 생각된다. 이 비스듬한 움직임은 음식을 부수는 수직(직교) 움직임과 결합되어 있다.

## 생태학
곰포테리움과는 일반적으로 유연한 먹이를 제공했을 것으로 추정되며, 다양한 종들이 다양한 탐색, 혼합 먹이, 방목 먹이를 가지고 있으며, 개별 종과 개체군의 식단 선호도는 기후 조건과 경쟁과 같은 지역적 요인에 의해 형성된다. 수컷 노티오마스토돈 개체의 엄니를 분석한 결과, 현대 코끼리와 유사하게 상태를 겪었을 가능성이 있다. 노티오마스토돈도 현대 코끼리와 같은 사회적 가족 집단에서 살았던 것으로 추정된다.